# 마리사 파레데스
마리사 파레데스(스페인어: Marisa Paredes, 1946년 4월 3일~2024년 12월 17일)는 스페인의 배우이다.

## 출연 작품
- 라틴 러버(2015)
- 창녀와 크리스마스(2013)
- 포토(2012)
- 나폴레옹 토레스전투(2012)
- 그의 어머니의 눈(2011)
- 내가 사는 피부(2011)
- 지골라(2010)
- 사랑은 음악처럼(2007)
- 퀸즈(2005)
- 마법의 거울(2005)
- 그녀에게(2002)
- 악마의 등뼈(2001)
- 요나와 릴라(1999)
- 대령에게는 편지가 오지 않는다(1999)
- 내 어머니의 모든 것(1999)
- 천사의 대화(1998)
- Senores de Gardenia(1997)
- 닥터 샹스(1997)
- 인생은 아름다워(1997)
- 세번의 삶과 한번의 죽음(1996)
- 짙은 선홍색(1996)
- 비밀의 꽃(1995)
- 레이피스트 (1995, Cronaca di un amore violato)
- 마비된 정원(1993)
- 하늘에서 떨어지다(1993)
- 이국의 망령(1992)
- 하이 힐(1991)
- 인 어 글래스 케이지(1985)
- 금지된 사랑에 관한 트레일러(1985)
- 나쁜 버릇(1983)